# 威爾伯海茨 (伊利諾伊州)
威爾伯海茨（英語：Wilbur Heights）是位於美國伊利諾伊州尚佩恩縣的一個非建制地區。該地的面積和人口皆未知。

## 地理
威爾伯海茨的座標為40°14′03″N 88°14′08″W / 40.23417°N 88.23556°W，而該地的平均海拔高度為227米（即745英尺）。